# 席恩
席恩（Syn），她是女神弗麗嘉（Frigg）的侍女之一。一般皆認為，這些低階女神都是她部份性格的化身。她是人類世界和神之國之間通路的守門人。她也是「異議」的守護神，具有「否定」的意思，民眾集會時，若有人發言時以「席恩在場」作為開頭，就表示要提出反對的言論。另外，若有不公正的訴訟，席恩就會出現擔任辯護人，所以也被認為是「真理」的守護者。